# Herico
Herico est une ville et une sous-préfecture de Guinée, rattachée à la préfecture de Lélouma et la région de Labé. 

## Population
En 2016, le nombre d'habitants est estimé à 19 349, à partir d'une extrapolation officielle du recensement de 2014 qui en avait dénombré 18 092.